# Bredenbury (Royaume-Uni)
Pour les articles homonymes, voir Bredenbury.
Bredenbury est un village et une paroisse civile du Herefordshire, en Angleterre. Il est situé à une vingtaine de kilomètres au nord-est de la ville de Hereford, sur la route A44 (en) qui relie les villes de Leominster (13 km à l'ouest) et Bromyard (5 km à l'est). Au recensement de 2011, la paroisse civile de Bredenbury comptait 169 habitants.